# Glossophaga leachii
Glossophaga leachii (Gray, 1844) è un pipistrello della famiglia dei Fillostomidi diffuso in America settentrionale e centrale.

## Descrizione

### Dimensioni
Pipistrello di piccole dimensioni, con la lunghezza della testa e del corpo tra 47 e 60 mm, la lunghezza dell'avambraccio tra 35 e 39 mm, la lunghezza della coda tra 4 e 10 mm, la lunghezza del piede tra 10 e 12 mm, la lunghezza delle orecchie tra 12 e 15 mm e un peso fino a 11 g.

### Aspetto
Le parti dorsali variano dal bruno cannella al bruno-olivastro, mentre le parti ventrali variano dal giallo-brunastro al grigio-brunastro. Il muso è allungato, con una foglia nasale piccola, lanceolata e con la porzione anteriore fusa al labbro superiore, che è circa della stessa lunghezza di quello inferiore. Sul mento è presente un solco longitudinale contornato da cuscinetti carnosi con i bordi dentellati. Le orecchie sono piccole, triangolari e ben separate tra loro. Le ali sono attaccate posteriormente sulle caviglie. La coda è relativamente corta ed inclusa completamente nell'uropatagio.

## Biologia

### Comportamento
Si rifugia all'interno di grotte, edifici e canali d'irrigazione.

### Alimentazione
Si nutre di nettare e polline, particolarmente di fiori dei generi Pseudobombax e Ipomoea.

## Distribuzione e habitat
Questa specie è diffusa dagli stati messicani di Colima e Jalisco attraverso il Guatemala, Honduras, El Salvador e Nicaragua fino alla Costa Rica nord-occidentale.
Vive negli arbusteti spinosi, foreste decidue, querceti, pinete, occasionalmente in foreste sempreverdi e zone agricole fino a 2.400 metri di altitudine.

## Conservazione
La IUCN Red List, considerato il vasto areale, la popolazione presumibilmente numerosa, la presenza in diverse aree protette e la tolleranza alle modifiche ambientali, classifica G.leachii come specie a rischio minimo (Least Concern)).